# Акши (Илийский район)
Акши (каз. Ақши) — село в Илийском районе Алматинской области Казахстана. Административный центр Куртинского сельского округа. Находится на правом берегу реки Курты, примерно в 82 км к северо-западу от посёлка Отеген-Батыр, административного центра района, на высоте 507 метров над уровнем моря. Код КАТО — 196845100.

## История
В 1972—1997 годах — административный центр Куртинского района.

## Население
В 1999 году население села составляло 4662 человека (2300 мужчин и 2362 женщины). По данным переписи 2009 года в селе проживало 5646 человек (2800 мужчин и 2846 женщин).